# Cheumatopsyche maculata
Cheumatopsyche maculata är en nattsländeart som först beskrevs av Martin E. Mosely 1934.  Cheumatopsyche maculata ingår i släktet Cheumatopsyche och familjen ryssjenattsländor. Inga underarter finns listade i Catalogue of Life.